# Metaegle pallida
Metaegle pallida är en fjärilsart som beskrevs av Otto Staudinger 1891. Metaegle pallida ingår i släktet Metaegle och familjen nattflyn. Inga underarter finns listade i Catalogue of Life.